# 주돈이
주돈이(周敦頤: 1017년, 호남성 융저우시 다오현 ~ 1073년 7월 14일(음력 6월 7일)) 또는 주염계(周濂溪)는 중국 북송(960-1127)의 유교 사상가이다. 성리학의 기초를 닦았다. 존칭하여 주자(周子)라고도 한다. 송나라 시대 유학의 형이상학적 사유는 주돈이에 의하여 시작되었다고 말해지곤 한다.
자는 무숙(茂叔), 호는 염계(濂溪), 시(諡)는 원공(元公)이다. 도주 영도(道州 營道: 현재의 허난성 다오 현) 출신이다.

## 생애

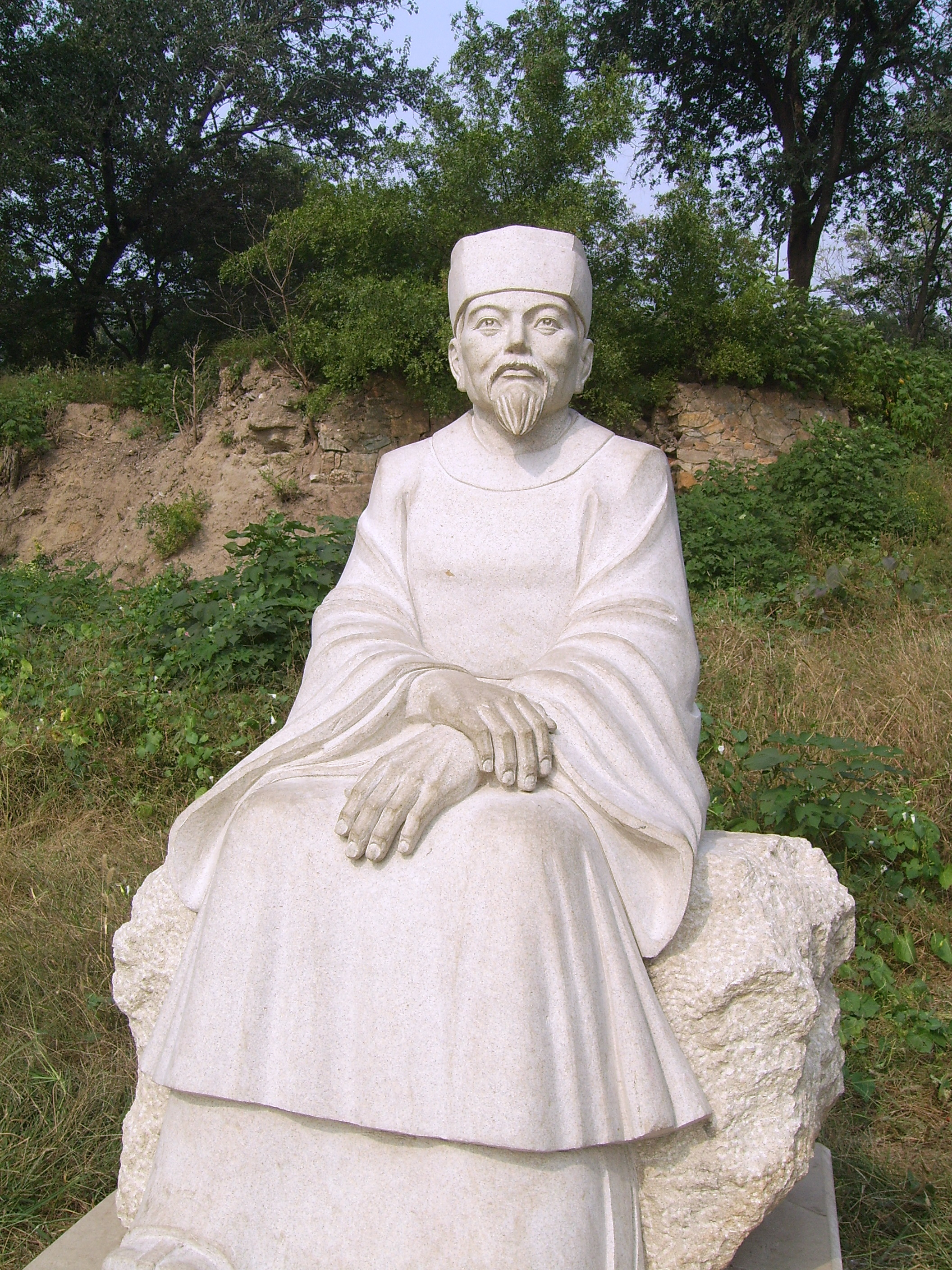
주돈이 소상

본명은 돈실(敦實)이라고 하였으나 그 때의 황제 북송 영종과 동명이었으므로 고쳐서 돈이(敦頤)라고 하였다. 부친인 보성(輔成)은 하주(賀州) 계령현(桂嶺縣)(현재의 黃西省에 속함)의 지사(知事)를 하고 있었다. 모친은 정씨(鄭氏)이다. 주돈이는 소년 시절에 아버지를 잃었으므로, 모친의 일가인 용도각(龍圖閣) 대학사(大學士) 정향(鄭向)의 집에서 양육되었다. 북송 인종(재위 1022-1063) 경우(景祐) 3년(1036년)에 그는 젊은 나이(20세)로 홍주(洪州) 분녕현(分寧縣)의 주부(主簿)가 되었으며, 이어서 남안(南安)에 사법관(司法官)으로 부임하였다. 그 후 주로 각 현(顯)의 지사를 역임하여 지남강군(知南康軍)을 최후로 57세에 타계했다.
그가 남안(南安)에 있을 때에 정향(程珦)이라는 사람이 같은 관리로서 부임했다. 정향은 주돈이의 인품과 학문에 경의를 품고 친하게 교제함과 동시에 자기의 두 아들을 주돈이에게 나아가 배우게 하였다. 이들이 정호(程顥: 1032-1085) · 정이(程頤: 1033-1107) 두 형제였다.

## 영향
송나라 유학의 형이상학적 사유는 주돈이에 의하여 시작되었다고 말해지곤 한다. 비록 주돈이 이전에도 이러한 형이상적 사유의 싹이 보인다는 주장이 있지만, 동시대의 유학자 장재(張載: 1020-1077)의 사상과 더불어 주돈이의 저술인 《태극도설》(太極圖說)이나 《통서》(通書)에 보이는 깊은 사색은 주돈이의 제자인 정호(程顥: 1032-1085) · 정이(程頤: 1033-1107)의 2정자(二程子)를 통해 계속 이어져 나간 송나라 시대 도학(道學)의 방향을 설정하는 단초가 되었다. 《주자전서》(周子全書) 7권은 모두 주돈이의 저술을 모은 것이다. (《주자전서》(朱子全書) 27권과 혼동하지 않아야 한다.)

## 저서
주돈이의 대표적인 저서로는 《태극도설》과 《통서》가 있다.
주자의 설에 의하면 《통서》는 본래 《역통》(易通)이라고 호칭되어 《태극도설》과 병행하여 쓰여졌다고 한다. 주돈이는 《태극도설》에서 우주론을 논술하고 있으며 《통서》에서는 도덕론을 설명하고 있다.
《태극도설》은 태극도와 도면의 설명으로 되어 있다. 《태극도설》은 송대의 도학에 있어서 형이상학적 사유와 도덕론의 기본적 방향을 제시하였다. 그 후의 학자는 거의 이 책을 읽고 여러 가지의 해석이나 사색을 하고 있다. 주자와 육상산(陸象山)의 논쟁도 《태극도설》의 맨 처음에 나오는 문장인 ‘무극이태극’(無極而太極: 무극이면서 태극)을 어떻게 해석하는가 하는 것에 기반하여 자신들의 사상을 집약하여 이루어졌다.
도덕론으로서의 《통서》 전체를 일관하고 있는 것은 성(誠)이다. 주돈이는 성을 현상(現象) 세계의 모든 변화 교체에 잠재하는 참된 기능이라고 하는 동시에 그것을 인간에 있어서의 도덕의 근본 규범으로 간주하였다. 《통서》는 주자에 의해 주해되면서 송대 성리학의 준거해야 할 고전이 되었다.

## 같이 보기
- 성리학
- 정이
- 정호
- 주희

## 참고 문헌
- 이 문서에는 다음커뮤니케이션(현 카카오)에서 GFDL 또는 CC-SA 라이선스로 배포한 글로벌 세계대백과사전의 내용을 기초로 작성된 글이 포함되어 있습니다.